# Karol Linetty
Karol Linetty (* 2. února 1995 Żnin) je polský profesionální fotbalista, který hraje na pozici středního záložníka za italský klub Turín FC a za polský národní tým.

## Reprezentační kariéra
Karol Linetty nastupoval za polské mládežnické reprezentační výběry U15, U16, U17, U19 a U21.
V polském národním A-mužstvu debutoval 18. 1. 2014 v přátelském utkání v Abú Zabí (Spojené arabské emiráty) proti týmu Norska. V zápase vstřelil gól na konečných 3:0 pro Polsko.
S polskou reprezentací slavil na podzim 2015 postup na EURO 2016 ve Francii. Trenér Adam Nawałka jej zařadil do závěrečné 23členné nominace na evropský šampionát.